# Patinoire de Talvisalo
La patinoire de Talvisalo (en finnois : Talvisalon jäähalli) est une arène couverte et une patinoire construite sur l'ile Talvisalo à Savonlinna en Finlande,.

## Présentation
L'arène est construite en 1978 à l'ouest du centre-ville, le long de la route nationale 14.
Elle peut accueillir 2 833 spectateurs. 
C'est la base de SaPKo, dans la ligue de hockey sur glace Mestis.